# Окниця (Окницький район)
Окниця (рум. Ocniţa) — село в Молдові в Окницькому районі. Є центром однойменної комуни, до складу якої також входить село Майовка.